# Henrik Jakobsen
Henrik Jakobsen (Lørenskog, 16 de diciembre de 1992) es un jugador de balonmano noruego que juega de pívot en el GOG Gudme. Es internacional con la selección de balonmano de Noruega.
Con la selección ganó la medalla de plata en el Campeonato Mundial de Balonmano Masculino de 2019.

## Palmarés

### GOG Gudme
- Liga danesa de balonmano (1): 2023

## Clubes
- Fjellhammer IL
- Drammen HK ( -2015)
- GOG Gudme (2015-2018)
- Fenix Toulouse HB (2018-2021)
- USAM Nîmes (2021-2022)
- GOG Gudme (2022- )